# Дядич (струмок)
Дядич — струмок в Україні, у Долинському районі Івано-Франківської області, правий доплив Мізунки (басейн Дністра).

## Опис
Довжина струмка приблизно 9 км. Формується з багатьох безіменних струмків.

## Розташування
Бере початок на південь від села Пшеничники. Тече переважно на північний схід через Новошин і у селі Старий Мізунь впадає у річку Мізунку, ліву притоку Свічі.